# Disqus
Disqus ist ein Online-Dienst, der eine zentralisierte Diskussionsplattform für Websites anbietet. Er wurde im Mai 2007 gegründet und firmiert als Disqus Inc. in San Francisco, deren CEO Daniel Ha ist. Disqus ermöglicht eine Integration mit Gravatar, Facebook, Twitter und anderen sozialen Netzwerken.

## Geschichte
Disqus wurde im Sommer 2007 als Y-Combinator-Startup von Daniel Ha und Jason Yan entwickelt, beides Studenten der University of California, Davis. Die Ausgründung erfolgte am 30. Oktober 2007.
2011 sammelte Disqus 10 Millionen US-Dollar Risikokapital von North Bridge Venture Partners und Union Square Venture Partners ein.

## Geschäftsmodell
Disqus operiert als Freemium-Modell: Die Basisfunktion ist kostenlos, Extras können von Seitenbetreibern dazugebucht werden.

## Verbreitung
Bis Juni 2008 hatte der Service über 150.000 registrierte Nutzer und 17.000 Communitys einschließlich Blogs und Websites, 2011 waren es 35 Millionen registrierte Nutzer und 750.000 Communitys.
Unter anderem hat die Website von Wired Disqus eingebunden. In Deutschland setzen unter anderem die Onlineportale der Zeitungsgruppe Ippen (z. B. Frankfurter Neue Presse, Frankfurter Rundschau, Hessische/Niedersächsische Allgemeine, Münchner Merkur, tz, Westfälischer Anzeiger) sowie das Online-Kulturmagazin Perlentaucher den Disqus-Dienst ein, in der Schweiz die Neue Zürcher Zeitung (Stand 2023).

## Technik
Das Disqus-Widget ist in JavaScript geschrieben und basiert auf einem Backend, das hauptsächlich mittels Django in Python geschrieben ist.

## Datenschutz
Schreibt ein Nutzer einer Website, auf der Disqus integriert ist, einen Kommentar, so wird dieser samt seinen Nutzerdaten zu Disqus in die USA übertragen und unterliegt damit dem dortigen Datenschutzrecht. Hat der Nutzer einen Disqus-Account, dann werden alle seine Kommentare über sämtliche Websites zugänglich, die Disqus nutzen. Das hat Diskussionen über den Datenschutz und über die Möglichkeit anonymer Kommentare ausgelöst. Disqus ermöglicht allerdings auch dem Administrator der einbindenden Website, die Kommentarfunktion optional ohne Registrierung als „Gast“ zu ermöglichen, es stehen dann verschiedene Möglichkeiten zur vorherigen Sichtung des Kommentars zur Verfügung.
Disqus erlaubt die Nutzung auch über einen Account bei Yahoo. Das erfordert allerdings Zugang zu Kontakten, Status-Anzeigen und Updates des Nutzers. Bei Verwendung eines Facebook-Profils werden mit anderen Nutzern noch deutlich mehr Informationen geteilt, die zwar als „Basis-Informationen“ bezeichnet werden, aber unter anderem Namen, Profil-Foto, Geschlecht, Netzwerke, Nutzer-ID und Freundeslisten beinhalten.

### Datenpannen
Im Jahr 2013 verschaffte sich die schwedische Hackergruppe „Researchgruppen“ über die Programmierschnittstelle (API) der Kommentarfunktion Zugriff auf die E-Mail-Adressen von Disqus-Benutzern. Die Aktion wurde in Zusammenarbeit mit der schwedischen Boulevardzeitung Expressen durchgeführt, mit dem Ziel, die Identität von Benutzern auf schwedischen Hasskommentar-Websites zu enthüllen. Nach Angabe von Researchgruppen wurden die Identitäten aus 29 Millionen Kommentaren gesammelt, darunter auch von vielen internationalen Seiten wie CNN, The Daily Telegraph oder The Jerusalem Post, welche Disqus für ihre Artikel verwenden.
Am 6. Oktober 2017 gab Disqus eine Datenpanne bekannt, bei der 17,5 Millionen Benutzerdaten aus einer Datenbank von 2012 gestohlen wurden. Die Daten reichten bis ins Jahr 2007 zurück und enthielten die Benutzernamen, E-Mail-Adressen, das Registrierungs- und letzte Anmeldedatum und die gehashten Passwörter von etwa einem Drittel der Nutzer.